# Sudslavická lípa
Sudslavická lípa je nejmohutnější lípou jižních Čech. Tento památný strom roste nedaleko města Vimperka, u mlýna Vanických (č. 392) na okraji osady Sudslavice v přírodní rezervaci Opolenec.

## Základní údaje
- název: Sudslavická lípa, Husova lípa u Sudslavic[4]
- výška: 26 m (1981)[2], 26 m (1995)[2], 28 m[3], 30 m[5]
- obvod: 1100 cm (1897)[1], 1145 cm[3], 1160 cm (1981)[2], 1170 cm (1990)[6], 1170 cm (1995)[4][5][2], 1177 cm (2001)[1], 1180 cm[7]
- věk: 600 let[4][8][5]
- sanace: 1971, jaro 2011[8]
- souřadnice: 49°5'13.746"N, 13°47'41.356"E

Určitá nesrovnalost mezi jednotlivými zdroji se týká druhového zařazení. Původní vyhlašovací dokumentace, registr památných stromů (který informace z vyhlašovací dokumentace přebírá) a informační tabule v místě klasifikuje lípu jako malolistou (neboli srdčitou), zatímco ostatní zdroje (seznam památných stromů JČ, agentura ochrany přírody a krajiny, odborné studie a publikace) mluví o lípě velkolisté.

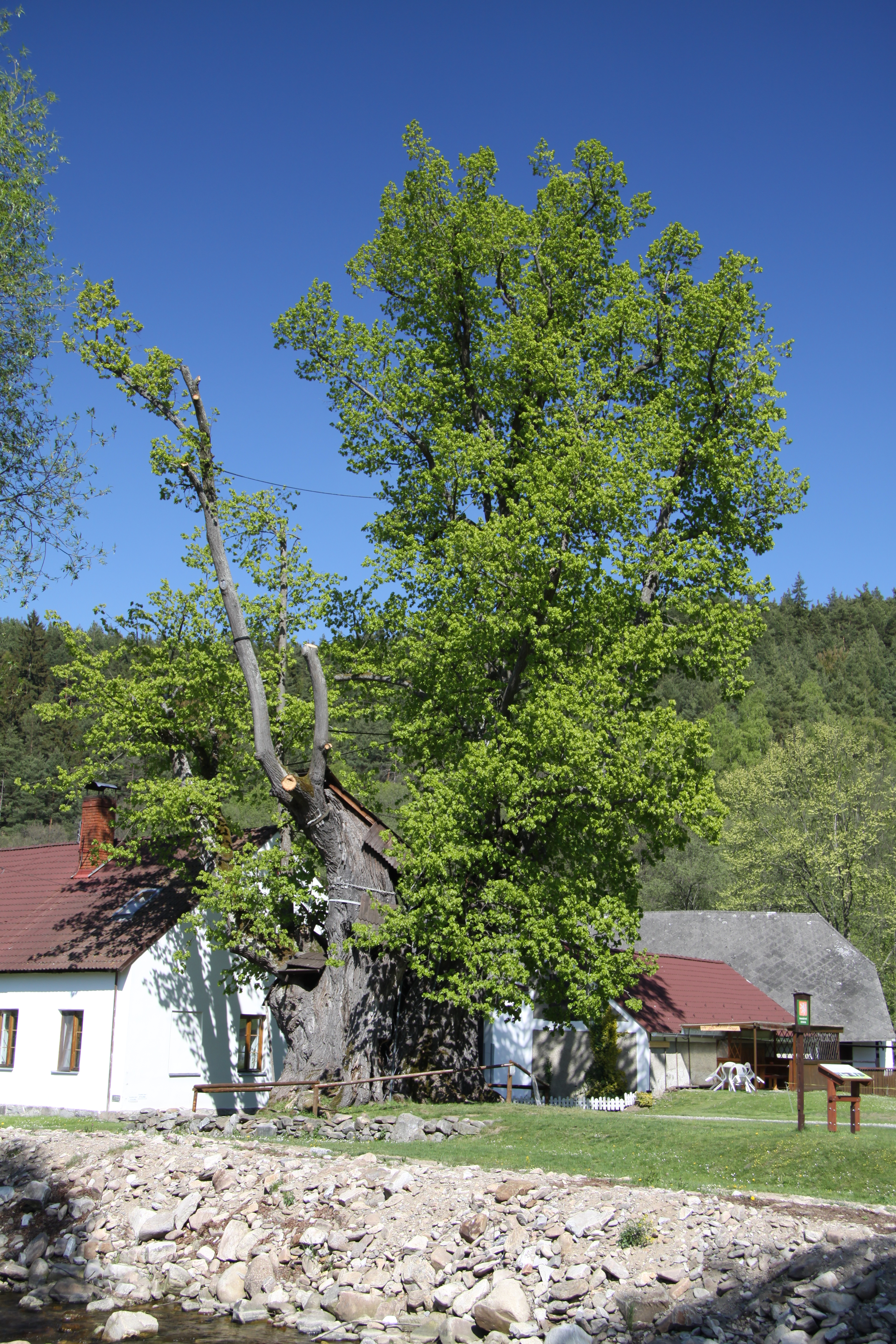
Celkový pohled na lípu
květen 2011

## Stav stromu a údržba
V kmeni je rozměrná dutina (údajně byla dříve využívána jako kozí chlívek), kterou prochází adventivní kořen - náhradní kmen. Otvory jsou zakryté stříškou proti zatékání, koruna je zpevněna pomocí lan, řetězů a kovových pásů. Lípa bez újmy přečkala povodně roku 2002 i orkán Kyrill 19. ledna 2007. Roku 2008 se na západních větvích začaly objevovat známky prosychání, které v roce 2009 dosáhlo závažného stádia.
První celková konzervace lípy byla provedena roku 1971. Její součástí bylo zmíněné zpevnění koruny. Dalšího ošetření se strom dočkal 29. dubna 2011 pod vedením arboristy Davida Peřiny. Stalo se tak na základě grantu Zdravé stromy pro zítřek (spadá pod Nadaci Partnerství a Společnost pro zahradní a krajinářskou tvorbu), který udělil bezplatné ošetření 19 významným stromům České republiky. Cílem sanace byla oprava poškozených stříšek, odstranění suchých větví, celkové zlepšení zdravotního stavu, odolnosti a také bezpečnosti pro okolí a návštěvníky.

## Historie a pověsti

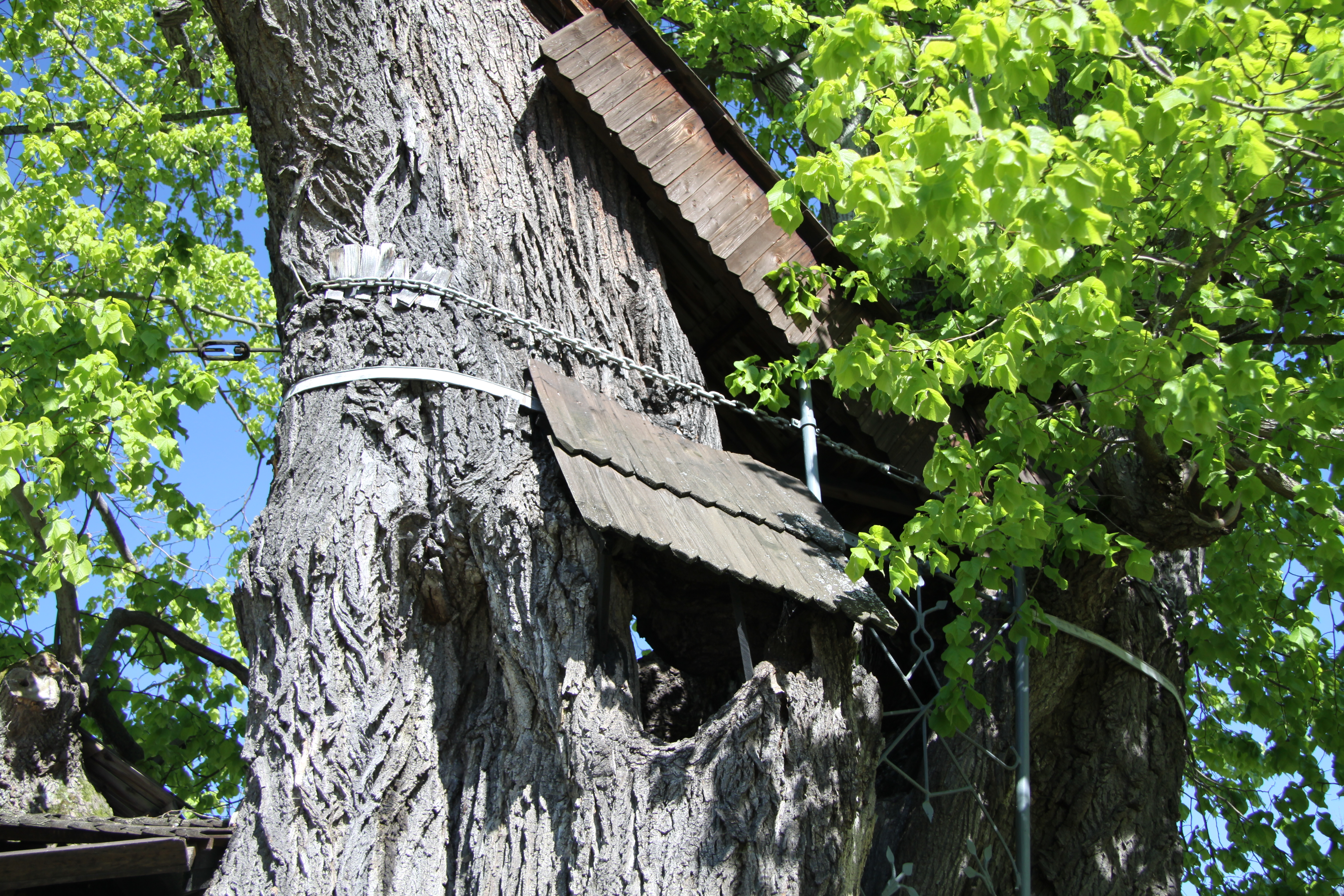
Detail na stříšky a řetězy, které jsou pro ochranu stromu instalovány.

V souvislosti se Sudslavickou lípou můžeme narazit na zmínky o pověstech, podle kterých pod lípou kázal mistr Jan Hus nebo tábořil Jan Žižka. Konkrétní znění pověstí ale uváděno není. Lípa prý dříve byla známější pod názvem Husova nebo Husitská.

## Další zajímavosti
Sudslavická lípa je považována za nejmohutnější lípu jižních Čech a řadí se i do trojice současně (2010) nejmohutnějších lip České republiky: Vejdova, Sudslavická, Lukasova. Do roku 1950 držela první místo pro jižní Čechy s 1250 cm lípa Běleňská. Ze všech jmenovaných je Sudslavická zároveň nejvyšší.

## Přírodní zajímavosti v okolí
- naučná stezka Sudslavický okruh (3,2 km, začíná a končí u lípy)
- přírodní rezervace Opolenec
- Sudslavická jeskyně (kosterní pozůstatky vyhynulých živočichů)
- mrazové sruby, turmalínová slunce
- chráněné rostliny, výskyt orchidejí, vápenomilná flóra
- naleziště Bohumilického meteoritu

### Památné stromy
- Podlešákův jilm v Boubské
- Cejsická lípa (padla roku 2007)
- Bohumilická lípa
- Bohumilická alej
- Lípy ve Svaté Máří
- Hradčanská lípa
- Onšovická lípa
- Lípa ve Smrčné
- Lípy u Brantlova dvora ve Vimperku (lípa u domů poničena vichřicí 5.11.2010)
- Lípa Na Výsluní ve Vimperku